# Dirphya guineensis
Dirphya guineensis är en skalbaggsart som beskrevs av Stefan von Breuning 1956. Dirphya guineensis ingår i släktet Dirphya och familjen långhorningar. Inga underarter finns listade i Catalogue of Life.